# Seculier instituut
Een seculier of wereldlijk instituut is een Instituut van Godgewijd Leven binnen de Katholieke Kerk.  Het merendeel van de leden betreft leken die, net zoals binnen een religieus instituut, de letterlijke beleving van de evangelische raden (gehoorzaamheid, kuisheid en armoede) betrachten en dit ook bekrachtigen door het afleggen van een plechtige belofte. Zij kennen echter niet het gemeenschappelijke leven, noch een speciale kleding.
Deze nieuwe vorm van gewijd leven werd officieel goedgekeurd door de apostolische constitutie Provida Mater Ecclesia van 2 februari 1947.  Deze instituten vallen onder het pauselijk of bisschoppelijk recht en worden goedgekeurd door de dicasterie voor Instituten van Gewijd Leven en voor Gemeenschappen van Apostolisch Leven.
Anno 2006 behoorden zo'n 60.000 leden tot meer dan twintig verschillende seculiere instituten.
De instituten Ancillae Ecclesiae (in 1936 gesticht door deken Jules Fierens te Ukkel) en de Servantes de la Vierge des Pauvres (in 1954 gesticht door kanunnik Louis Jamin) zijn voorbeelden uit België. In Nederland bestaan onder andere de Kruisvaarders van Sint-Jan (in 1922 gesticht door de jezuïet Jac. van Ginneken) en het instituut Laetare (in Scheveningen).